# Andrena lanhami
Andrena lanhami là một loài Hymenoptera trong họ Andrenidae. Loài này được LaBerge mô tả khoa học năm 1980.